# Vénus anadyomène (Chassériau)
Pour les articles homonymes, voir Vénus anadyomène (homonymie).
Vénus anadyomène (dite aussi Vénus marine) est un tableau peint par Théodore Chassériau, il illustre la naissance de Vénus et est exposé au musée du Louvre.
Le tableau est présenté au Salon de peinture et de sculpture en 1839.